# Jupoata peruviana
Jupoata peruviana là một loài bọ cánh cứng trong họ Cerambycidae.